# Manon sur le bitume
Manon sur le bitume é um curta-metragem francês de 2007 dirigido por Elizabeth Marre e Olivier Pont. Como reconhecimento, foi nomeado ao Oscar 2009 na categoria de Melhor Curta-metragem.